# 迪亚娜·凯拉鲁
迪亚娜·玛丽亚·凯拉鲁（羅馬尼亞語：Diana Maria Chelaru，1993年8月15日—），罗马尼亚女子竞技体操运动员。她曾代表罗马尼亚获得2012年夏季奥运会体操比赛女子团体全能铜牌。
2011年世界體操錦標賽，獲得團體決賽第4名；進入自由體操項目的決賽，獲得第8名。